# اعتقادنامه نیقیه

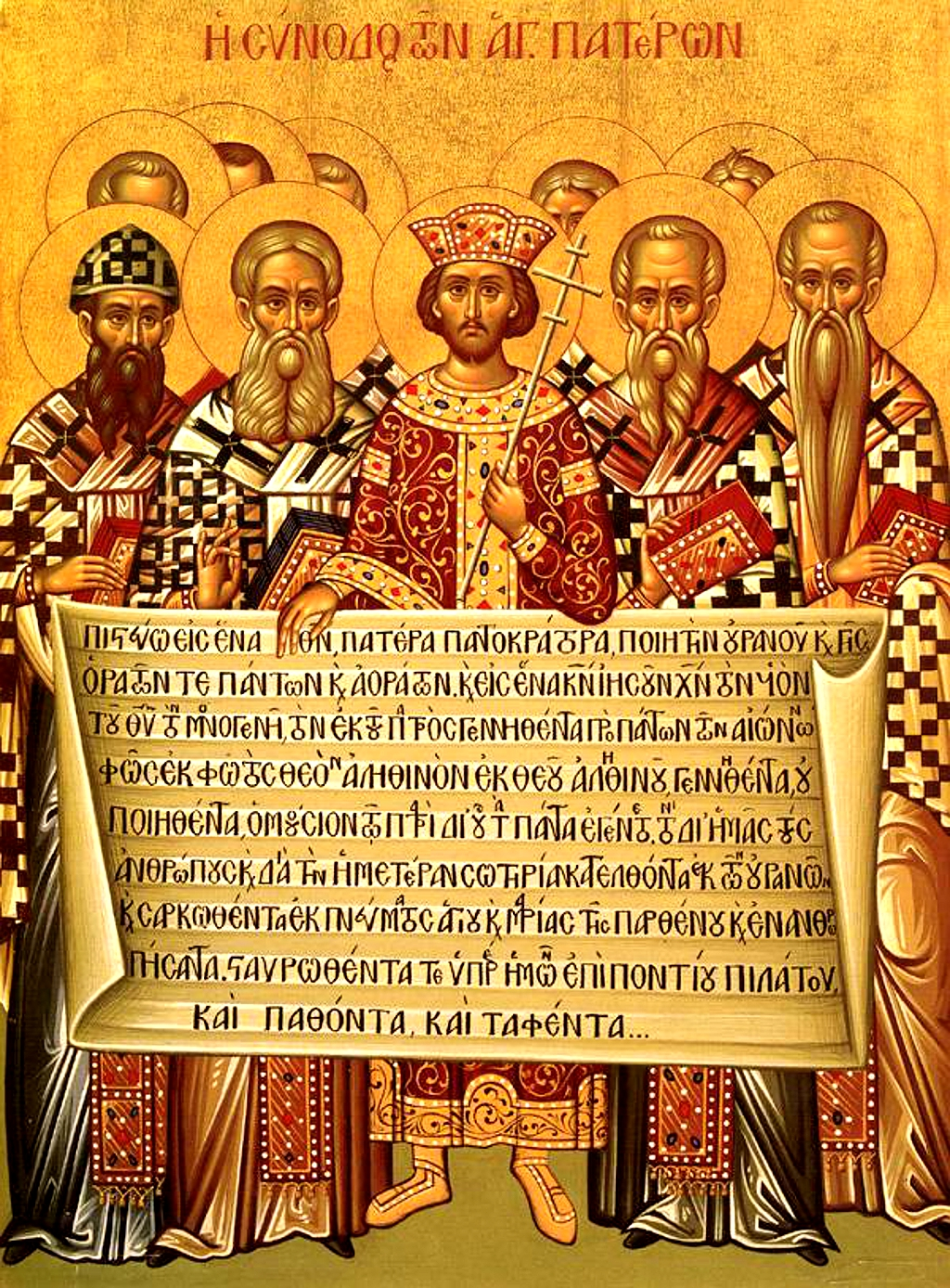
شمایلی که در آن امپراتور کنستانتین (در وسط) و پدران شورای نیقیه در حال نگاه داشتن اعتقادنامه نیقیه دیده می‌شوند.

اعتقادنامه نیسن یا نیقیه یا مسیحیت نیقیه (به لاتین: Symbolum Nicaenum) (به انگلیسی: Nicene Creed) | واژه انگلیسی Creed برگرفته از واژه لاتینی Credo به معنای «من اعتقاد دارم» است. این واژه برای اشاره به بیانیه‌ای اعتقادی است که نکات اصلی اعتقادات مسیحیت به اجمال در آن بیان شده و برای همه مسیحیان آشنا است. به همین دلیل، واژه اعتقادنامه هرگز در مورد بیانیه‌های اعتقادی متعلق به فرقه‌های خاص به کار نمی‌رود. در موارد اخیر، معمولاً از اصطلاح «اعتراف نامه» استفاده می‌شود.
در دورهٔ آبا، دو اعتقادنامه در سراسر کلیسا معتبر و محترم شمرده می‌شد. به نظر می‌رسد که علت پیدایش این اعتقادنامه‌ها، نیاز شدید به ارائه خلاصه‌ای سهل الوصول از آیین مسیحیت بوده که در مناسبت‌های عمومی قابل استفاده باشد.
اعتقادنامه نیسن یا نیقیه نسخه طولانی‌تر اعتقادنامه رسولان است و در بر گیرنده مطالبی اضافی در باب شخص مسیح و عمل روح القدس است. در واکنش به مناقشه در باب‌الوهیت مسیح، این اعتقادنامه متضمن تاییداتی قوی از یگانگی خدا، از جمله این اصطلاحات است «خدا از خدا» و «با پدر از یک جوهر بودن». شورای نیقیه (ژوئن ۳۲۵) به رهبری تام و تمام آتاناسیوس به مثابه بخشی از جدالش با آریوس که به این موضوع اعتقاد داشت که عیسی پسر خدا است ولی دارای جوهر انسانی و نه الهی می‌باشد، بیان کوتاهی را در باب ایمان تنسیق کرد که اساس آن، اعتقادنامه‌ای تعمیدی بود که در اورشلیم از آن استفاده می‌شد.
در این اعتقادنامه الوهیت کامل مسیح در برابر برداشت آریوس از جایگاه مخلوق بودن او در آن مورد تأیید قرار گرفت. این اعتقادنامه شامل چهار بند است که با عبارت «ما ایمان داریم» آغاز می‌شود. با توجه به اینکه جزئیات کامل روند نیقیه هم‌اکنون در دست نیست، ناگزیریم به منابع ثانویه (مانند مورخان کلیسایی و نویسندگانی مانند آتاناسیوس و باسیل اهل قیصریه) برای دست یافتن به متن این اعتقادنامه تکیه کنیم.

## مورد قبول چه کسانی است؟
این اعتقاد نامه مورد قبول تمام مسیحیان است. چنانچه گروهی، خود را کلیسا بنامد اما به این اعتقادنامه ایمان نداشته باشد، به عنوان بدعت (heresy) شناخته می‌شود. از جمله شاهدان یهوه، برانهامیست‌ها، مورمون‌ها، یگانه انگاران، مدالیست‌ها.

## متن اعتقادنامه
ما ایمان داریم به خدای یکتا
پدر قادر مطلق، آفریدگار آسمان و زمین،
و هر آنچه پیدا و ناپیداست.
و به خداوند یکتا
عیسای مسیح، پسر یگانه خدا
مولود ازلی پدر.
او خداست از خدا، نور از نور،
خدای راستین از خدای راستین
که زاده شده و آفریده نشده‌است،
هم‌ذات با پدر.
و از طریق او همه چیز هستی یافت.
برای ما آدمیان و برای نجات ما
از آسمان فرود آمد.
به قدرت روح‌القدس
از مریم عذرا تن گرفت و انسان گردید.
و در زمان پنطیوس پیلاطس
برای ما مصلوب شد، رنج کشید
مرد و مدفون گشت،
و بر حسب کتاب‌مقدس، روز سوم رستاخیز نمود
و به آسمان صعود کرد
و به دست راست پدر نشسته‌است
و بار دیگر در جلال خواهد آمد
تا زندگان و مردگان را داوری کند
و سلطنتش را پایان نخواهد بود.
ما ایمان داریم به روح‌القدس
که خداوند و بخشنده حیات است
که از پدر [و پسر] صادر می‌گردد.
و او را با پدر و پسر یک پرستش و یک جلال است.
او از طریق پیامبران سخن گفته‌است.
ما ایمان داریم به کلیسا
که یکتا، مقدس، کاتولیک (همگانی)، و رسولی است.
و اعتقاد داریم به یک تعمید برای آمرزش گناهان.
ما رستاخیز مردگان
و زندگی جهان آینده را در انتظاریم.
آمین.

### برگردان از متن مذهبی لاتین
من به خدای واحد ایمان دارم،
پدر توانا
سازنده آسمان و زمین
همه چیزهای دیدنی و غیبی
و در یک خداوند، عیسی مسیح
پسر یگانه خدا
و قبل از همه اعصار از پدر متولد شد.
خدای خدا، نور نور، خدای واقعی خدای واقعی
از یک ماده نزد پدر زاییده شده، نه ساخته شده‌است:
که همه چیز توسط او ساخته شد.
چه کسی برای ما مردان و برای نجات ما
او از بهشت نازل شد
و توسط روح القدس تجسم یافت
از مریم باکره، و انسان ساخته شد.
او در زمان پونتیوس پیلاطس برای ما مصلوب شد.
رنج کشید و به خاک سپرده شد
و بر اساس کتاب مقدس در روز سوم برخاست،
او به آسمان صعود کرد و در دست راست پدر نشست.
و او دوباره با جلال خواهد آمد
برای قضاوت در مورد زنده‌ها و مردگان
پایانی برای این پادشاهی وجود نخواهد داشت.
و در روح القدس، خداوند و بخشنده حیات
که از پدر و پسر سرچشمه می‌گیرد.
کسی که همراه با پدر و پسر مورد ستایش و جلال است
که از طریق انبیا صحبت کرد.
و یک کلیسای مقدس، کاتولیک و رسولی.
من به یک غسل تعمید برای آمرزش گناهان اعتقاد دارم.
و من به دنبال رستاخیز مردگان هستم
و زندگی دنیای آینده
آمن

### برگردان از متن مذهبی یونانی
من به خدای یکتا، پدر، قادر مطلق، خالق آسمان و زمین، مرئی و نامرئی ایمان دارم.
و در یک خدا عیسی مسیح، پسر یگانه خدا، که از پدر قبل از همه اعصار متولد شده‌است.
نوری از نور، خدایی حقیقی از خدای حقیقی، زاده شده و ساخته نشده، یکی با پدری که همه چیز به دست او ساخته شد.
او برای ما مردان و برای نجات ما که از آسمان نازل شد و جسم شد
از روح القدس و مریم باکره و مجسم شده‌است.
برای ما در دورهٔ پونتیوس پیلاطس مصلوب شد و رنج کشید و دفن شد.
و طبق کتاب مقدس در روز سوم برخاست.
و به آسمان بالا رفت و در دست راست پدر نشست.
و دوباره با جلال خواهد آمد، زندگان و مردگان را داوری خواهد کرد که پادشاهی آنها پایانی ندارد.
و به روح القدس، استاد، حیات بخش،
نشات گرفته از پدر،
همراه با پدر و پسر در حال پرستش و جلال با هم،
آن را از طریق انبیا سرودند.
در یک کلیسای مقدس، کاتولیک و حواری.
من برای آمرزش گناهان به غسل تعمید اعتراف می‌کنم.
من انتظار رستاخیز مردگان را دارم.
و زندگی در دوران آینده.
آمن

### برگردان متن مذهبی ارمنی
ایمان به خدای یگانه، پدر توانا، خالق آسمان و زمین، مرئی و نامرئی.
و از یک خدا، عیسی مسیح، پسر خدا، زاده شده از خدای پدر، متحد، یعنی از پدر.
خدایِ خدا، نورِ نور، خدا حقیقت خداست، زاده نشده و مخلوق نشده. او خود ذاتاً پدری است که همه چیزهای روی زمین و بالای زمین، مرئی و نامرئی، توسط او ساخته شده‌است.
اینکه پسر خدا برای انسانیت و نجات ما از آسمان نازل شد، مجسم شد، انسان شد، از مریم باکره با روح القدس به‌طور کامل متولد شد.
به وسیله خدایی که جسم و ذهن و روح و هر آنچه در انسان است وجود دارد، به راستی بیندیشید.
شکنجه شد، مصلوب شد، دفن شد، در روز سوم زنده شد، در بدنی جدید به زمین عروج کرد، در دست راست پدر نشست.
او مجدد در بدن جدید و جلال پدر خواهد آمد تا زندگان و مردگان را داوری کند، پادشاهی که پایانی نخواهد داشت.
ایمانم به روح‌القدس کامل است. که او امروز و در پیامبر و در انجیل صحبت کرد. در آن سوی اردن، رسول موعظه کرد و در مکان مقدس ساکن شد.
اعتقادم کلیسای مقدس، مؤمن، کامل و رسولی. در یک تعمید، غسل تعمید، در کفاره و آمرزش گناهان. در رستاخیز مردگان، در داوری برای همیشه روح و بدن. در ملکوت از آسمان و زندگی جاودانی.